# Јунковац (Лазаревац)
Јунковац је насеље у градској општини Лазаревац у граду Београду. Према попису из 2022. било је 652 становника.

## Историја
Јунковац се налази североисточно од Лазаревца. Јунковац се помиње као насељено место за време аустријске владавине (1718-1739. г.) под именом Juncowze. Помиње се у арачки списковима из првих десетина 19. века и имао је 1818.г. 26, а 1822.г. 28 кућа. Године 1818, припадао је Кнежини Гошњића, а 1822. године Кнежини Станојевића. По попису из 1921. године Јунковац је имао 141 кућу са 1021 становником.
Указом Краља од 29. фебруара 1924. године насеље је добило статус варошице.
Један део Јунковца зове се Маринац. Предање тврди да је ту некада постојала црква Марица, па је по њој овај крај и добио име. Јунковац је насељен поглавито досељеницима од Сјенице, затим из околине Ужица и из Гукоша (Качер). О досељеницима из Сјенице постоји ова прича: Из Сјенице је дошао први неки Бели Ђорђе, младић, који ступи у службу. Једнога празника, док је младеж играла, старији су из пушака гађали јаје, обешено о конац. И кад нико није могао погодити, устане газда од куће, код кога је коло играло, и обећа дати ћерку (која је била врло лепа) ономе, ко погоди у јаје. Момчад узме гађати, али опет нико не погоди. Тада натерају Ђорђа да гађа. Он нанишани, и окине и погоди у јаје. Тако је добио кћер тога газде, који му да нешто имања и подигне му кућу. Од Белог Ђорђа су породице:Маринковићи, Белаћевићи, Катићи, Новаковићи, Јовичићи и др(подаци крајем 1921. године).
Због појаве клизишта 2013. године на копу рударског басена „Колубара“ предвиђено је пресељење 37 породица из Јунковца, од тога 11 породица по хитном поступку.
У летњем периоду Јунковац има проблем са снабдевањем воде.
Овде се налазе ОШ „Слободан Пенезић Крцун” Јунковац, Кућа породице Крџалић, Црква Силаска Светог Духа у Јунковцу (Црква Свете Тројице).

## Положај села
Јунковац је на побрђу у долини средњег тока Турије. Куће су по странама коса са леве стране Турије, груписане по родовима. Прираштајем становништва групе породичних кућа су се саставиле тако да чине насеље мање разређеног типа. Село се дели на крајеве: Горњи или Брђански Крај или Стублина, Доњи Крај, Гај и Луг. Средина села звала се Бурово, а сада је друмско насеље. Гај и речица Сајковац деле Јунковац од Араповца, њиве на месту Оградама су према Миросаљцима а место Брда су према Стрмову и Барошевцу. Сеоски пут и њиве у Крушику деле Јунковац од Сакуље; њиве у месту Љубичици су на граници према Медошевцу, до Великих Црљена је потес Вирови, до Соколове је речица Сеона а до Арнајева је Јунковачко Поље.

## Воде
Јунковац обилује здравом водом. Најбољи су извори Кленовац у Горњем Крају и Студена Стублина, којим се служе Радовановићи (она је мало кисела). Реке су Турија и Сеона а остале воде су потоци, који лети пресушују: Стублина, Мршинац, Мала Сакуља, Дреновити Поток, Оскорушни Поток, Волујак, Витњачки Поток у Гају и Долински Поток. Само Турија плави и штети њиве после већих киша и отапања снега.

## Земље и шуме
Њиве и ливаде су на местима која се називају: Маринац, Брда, Баре, Ограде, Алуге, Ливадица, Лука, Чиста Бара, Божина Бара, Јаруге, Крушик и Доља.
Шуме и ливаде су у Гају и на Волујаку.

## Старине у селу
1. У Маринцу, у Горњем Крају, била је нека стара варош, по предању, из времена кнеза Лазара. Ту се познају темељи од цркве и других грађевина. У народу се још и данас одржава предање, да је ова варош била на граници држава браће Немањића. Један брат је признавао грчку а други маџарску власт. На овом месту Грци потуку Маџаре и поруше варош. По свој прилици се ово предање односи на краљеве Милутина и Драгутина, који је једно време држао Мачву са Београдом.
2. У Дреновитом Потоку има старо Сватовско гробље, а друго Сватовско гробље је у Гају код Мемедове Баре.
3. Старо „маџарско“ гробље је у селу, а старо Ерско Гробље је у Приливку, у долини Сеоне.
4. На Турији је била стара камена „ћуприја“, коју је порушио Кнез Сима Марковић, да не би Турци прелазили у село у пљачкали га.
5. У Дреновитом Потоку су налазили стари бакарни новац.

## Подаци о селу
Данашња црква, у друмском насељу, подигнута је 1866. године и посвећена Св. Тројици. Гробље је у Брђанском Крају. Крста се носе на Први дан Тројица.
Јунковац је унет у Ебшелвицову карту, па се помиње, по архивским подацима тек 1811. године. У њему је 1818. године било 26 кућа. Данас Јунковац има 44 рода са 178 кућа и 1 цигански род са 3 куће.
Данашње насеље је засновано у 17. веку на месту Маринцу, у Горњем Крају.

## Демографија
У насељу Јунковац живи 775 пунолетних становника, а просечна старост становништва износи 41,7 година (41,2 код мушкараца и 42,1 код жена). У насељу има 336 домаћинстава, а просечан број чланова по домаћинству је 2,93.
Ово насеље је великим делом насељено Србима (према попису из 2002. године).
|  |

| Демографија | Демографија | Демографија |
| Година      | Становника  | Становника  |
| ----------- | ----------- | ----------- |
| 1948.       | 1.450       |             |
| 1953.       | 1.349       |             |
| 1961.       | 1.322       |             |
| 1971.       | 1.172       |             |
| 1981.       | 1.057       |             |
| 1991.       | 1.057       | 1.044       |
| 2002.       | 984         | 987         |

| Етнички састав према попису из 2002.‍ | Етнички састав према попису из 2002.‍ | Етнички састав према попису из 2002.‍ | Етнички састав према попису из 2002.‍ | Етнички састав према попису из 2002.‍ |
| ------------------------------------ | ------------------------------------ | ------------------------------------ | ------------------------------------ | ------------------------------------ |
|                                      |                                      |                                      |                                      |                                      |
| Срби                                 | Срби                                 |                                      | 947                                  | 96,23%                               |
| Југословени                          | Југословени                          |                                      | 3                                    | 0,30%                                |
| Хрвати                               | Хрвати                               |                                      | 1                                    | 0,10%                                |
| Словенци                             | Словенци                             |                                      | 1                                    | 0,10%                                |
| непознато                            | непознато                            |                                      | 31                                   | 3,15%                                |

| \| \| м \| \| \| ж \| \| ? \| 1 \| \| \| 5 \| \| 80+ \| 9 \| \| \| 7 \| \| 75—79 \| 17 \| \| \| 18 \| \| 70—74 \| 34 \| \| \| 42 \| \| 65—69 \| 31 \| \| \| 50 \| \| 60—64 \| 31 \| \| \| 36 \| \| 55—59 \| 14 \| \| \| 21 \| \| 50—54 \| 29 \| \| \| 38 \| \| 45—49 \| 40 \| \| \| 36 \| \| 40—44 \| 47 \| \| \| 27 \| \| 35—39 \| 32 \| \| \| 37 \| \| 30—34 \| 34 \| \| \| 27 \| \| 25—29 \| 17 \| \| \| 30 \| \| 20—24 \| 21 \| \| \| 20 \| \| 15—19 \| 30 \| \| \| 35 \| \| 10—14 \| 29 \| \| \| 35 \| \| 5—9 \| 33 \| \| \| 35 \| \| 0—4 \| 17 \| \| \| 19 \| \| Просек : \| 41,2 \| \| \| 42,1 \| |      |  |  |      |
| |      |  |  |      |
| | м    |  |  | ж    |
| ? | 1    |  |  | 5    |
| 80+ | 9    |  |  | 7    |
| 75—79 | 17   |  |  | 18   |
| 70—74 | 34   |  |  | 42   |
| 65—69 | 31   |  |  | 50   |
| 60—64 | 31   |  |  | 36   |
| 55—59 | 14   |  |  | 21   |
| 50—54 | 29   |  |  | 38   |
| 45—49 | 40   |  |  | 36   |
| 40—44 | 47   |  |  | 27   |
| 35—39 | 32   |  |  | 37   |
| 30—34 | 34   |  |  | 27   |
| 25—29 | 17   |  |  | 30   |
| 20—24 | 21   |  |  | 20   |
| 15—19 | 30   |  |  | 35   |
| 10—14 | 29   |  |  | 35   |
| 5—9 | 33   |  |  | 35   |
| 0—4 | 17   |  |  | 19   |
| Просек : | 41,2 |  |  | 42,1 |

| Година пописа     | 1948. | 1953. | 1961. | 1971. | 1981. | 1991. | 2002. |
| ----------------- | ----- | ----- | ----- | ----- | ----- | ----- | ----- |
| Број домаћинстава | 369   | 312   | 361   | 335   | 325   | 325   | 336   |

| Број чланова      | 1  | 2  | 3  | 4  | 5  | 6  | 7 | 8 | 9 | 10 и више | Просек |
| ----------------- | -- | -- | -- | -- | -- | -- | - | - | - | --------- | ------ |
| Број домаћинстава | 79 | 76 | 64 | 58 | 30 | 25 | 3 | 1 | 0 | 0         | 2,93   |

| Пол    | Укупно | Неожењен/Неудата | Ожењен/Удата | Удовац/Удовица | Разведен/Разведена | Непознато |
| ------ | ------ | ---------------- | ------------ | -------------- | ------------------ | --------- |
| Мушки  | 387    | 104              | 248          | 20             | 15                 | 0         |
| Женски | 429    | 71               | 246          | 88             | 24                 | 0         |
| УКУПНО | 816    | 175              | 494          | 108            | 39                 | 0         |

| Пол    | Укупно                    | Пољопривреда, лов и шумарство | Рибарство                            | Вађење руде и камена | Прерађивачка индустрија       |
| ------ | ------------------------- | ----------------------------- | ------------------------------------ | -------------------- | ----------------------------- |
| Мушки  | 215                       | 18                            | 0                                    | 129                  | 28                            |
| Женски | 119                       | 32                            | 0                                    | 25                   | 17                            |
| Укупно | 334                       | 50                            | 0                                    | 154                  | 45                            |
|        |                           |                               |                                      |                      |                               |
| Пол    | Производња и снабдевање   | Грађевинарство                | Трговина                             | Хотели и ресторани   | Саобраћај, складиштење и везе |
| Мушки  | 3                         | 10                            | 5                                    | 6                    | 10                            |
| Женски | 3                         | 2                             | 10                                   | 9                    | 4                             |
| Укупно | 6                         | 12                            | 15                                   | 15                   | 14                            |
|        |                           |                               |                                      |                      |                               |
| Пол    | Финансијско посредовање   | Некретнине                    | Државна управа и одбрана             | Образовање           | Здравствени и социјални рад   |
| Мушки  | 0                         | 0                             | 0                                    | 1                    | 2                             |
| Женски | 1                         | 3                             | 2                                    | 6                    | 5                             |
| Укупно | 1                         | 3                             | 2                                    | 7                    | 7                             |
|        |                           |                               |                                      |                      |                               |
| Пол    | Остале услужне активности | Приватна домаћинства          | Екстериторијалне организације и тела | Непознато            | Непознато                     |
| Мушки  | 1                         | 0                             | 0                                    | 2                    | 2                             |
| Женски | 0                         | 0                             | 0                                    | 0                    | 0                             |
| Укупно | 1                         | 0                             | 0                                    | 2                    | 2                             |